# Rostki (powiat kolneński)
Rostki – wieś w Polsce położona w województwie podlaskim, w powiecie kolneńskim, w gminie Stawiski.
Wierni kościoła rzymskokatolickiego należą do parafii św. Antoniego Padewskiego w Stawiskach.

## Lokalizacja
Wieś znajduje się w odległości 5 km od Stawisk, 19 km od Kolna i 73 km od Białegostoku.

## Historia
Wieś powstała w 1415 r. W XV w. jej właścicielem był Tomasz z Rostek, potem przechodziła z rąk do rąk, stanowiąc m.in. własność rodzin Rostki y Kisielnickich. W 1945 r. liczyła ok. 250 mieszkańców.
W latach 1921–1939 wieś leżała w województwie białostockim, w powiecie kolneńskim (od 1932 w powiecie łomżyńskim), w gminie Stawiski.
Miejscowość należała do parafii rzymskokatolickiej w m. Stawiski. Podlegała pod Sąd Grodzki w Stawiskach i Okręgowy w Łomży; właściwy urząd pocztowy mieścił się w m. Stawiski.
W wyniku napaści ZSRR na Polskę we wrześniu 1939 wieś znalazła się pod okupacją sowiecką. W październiku 1939 roku weszła w skład Zachodniej Białorusi – a 2 listopada została włączona do Białoruskiej SRR. 4 grudnia 1939 włączona do nowo utworzonego obwodu białostockiego. Wojska sowieckie stacjonowały w lesie, a dokładniej w miejscu nazywanym „płoszczadką". Możliwe, że chodzi tutaj o las Płaszczatka. Ludność Rostek w pewnym momencie została wysiedlona przez Rosjan do Mieczek. Po czasie około 2 miesięcy mieszkańcy powrócili do Rostek. Rosyjskie oddziały zostały w 1941 r. wyparte przez wojska niemieckie. Ludność Rostek początkowo bardzo cieszyła się z faktu przepędzenia Rosjan. Wkrótce okazało się, że byli w błędzie, gdyż Niemcy wcale nie traktowali ich lepiej niż Rosjanie. W czasie II wojny światowej, we wsi działał tzw. system ostrzegania. Dzieci bawiące się przy krzyżach miejscowości miały na celu przekazywać informacje o zbliżających się żołnierzach niemieckich. W Rostkach miejsce miały także niemieckie obławy mające na celu poszukiwanie Żydów. W czasie okupacji w Rostkach istniała partyzantka. Powstała ona już za czasów radzieckich, kiedy to ludzie zaczęli się ukrywać. Mieszkańcy wsi bali się jednak partyzantów, wokół których panowała negatywna opinia.
Od 22 lipca 1941 do wyzwolenia w styczniu 1945 włączona w skład Landkreis Lomscha, Bezirk Bialystok III Rzeszy.
W latach 1975–1998 miejscowość należała administracyjnie do województwa łomżyńskiego.

## Demografia
| 1921 | 1945    | 1960 | 1975 | 1990 | 2000 | 2003 | 2007 | 2008 | 2009 |
| ---- | ------- | ---- | ---- | ---- | ---- | ---- | ---- | ---- | ---- |
| 188  | ok. 250 | 230  | 220  | 210  | 200  | 190  | 195  | 190  | 184  |

## Infrastruktura
We wsi znajdowała się szkoła podstawowa (ośmioklasowa), którą zamknięto w 1992 roku i przeniesiono do Mieczek. Od początku września 2008 roku w budynku szkoły funkcjonuje Społeczna Świetlica dla dzieci.

## Kultura
4 września 2011 roku we wsi odbyło się Święto Kukurydzy zorganizowane przy wsparciu organów gminnych i lokalnych sponsorów.

## Religia
Wieś należy do parafii św. Antoniego Padewskiego w Stawiskach.